# Dagmar von Thomas
Dagmar von Thomas (* 21. Juni 1932; † 8. Dezember 2020 in Berlin) war eine deutsche Schauspielerin und Hörspielsprecherin. Sie gehörte viele Jahrzehnte dem Ensemble des Berliner Schillertheaters an.

## Leben und Werk

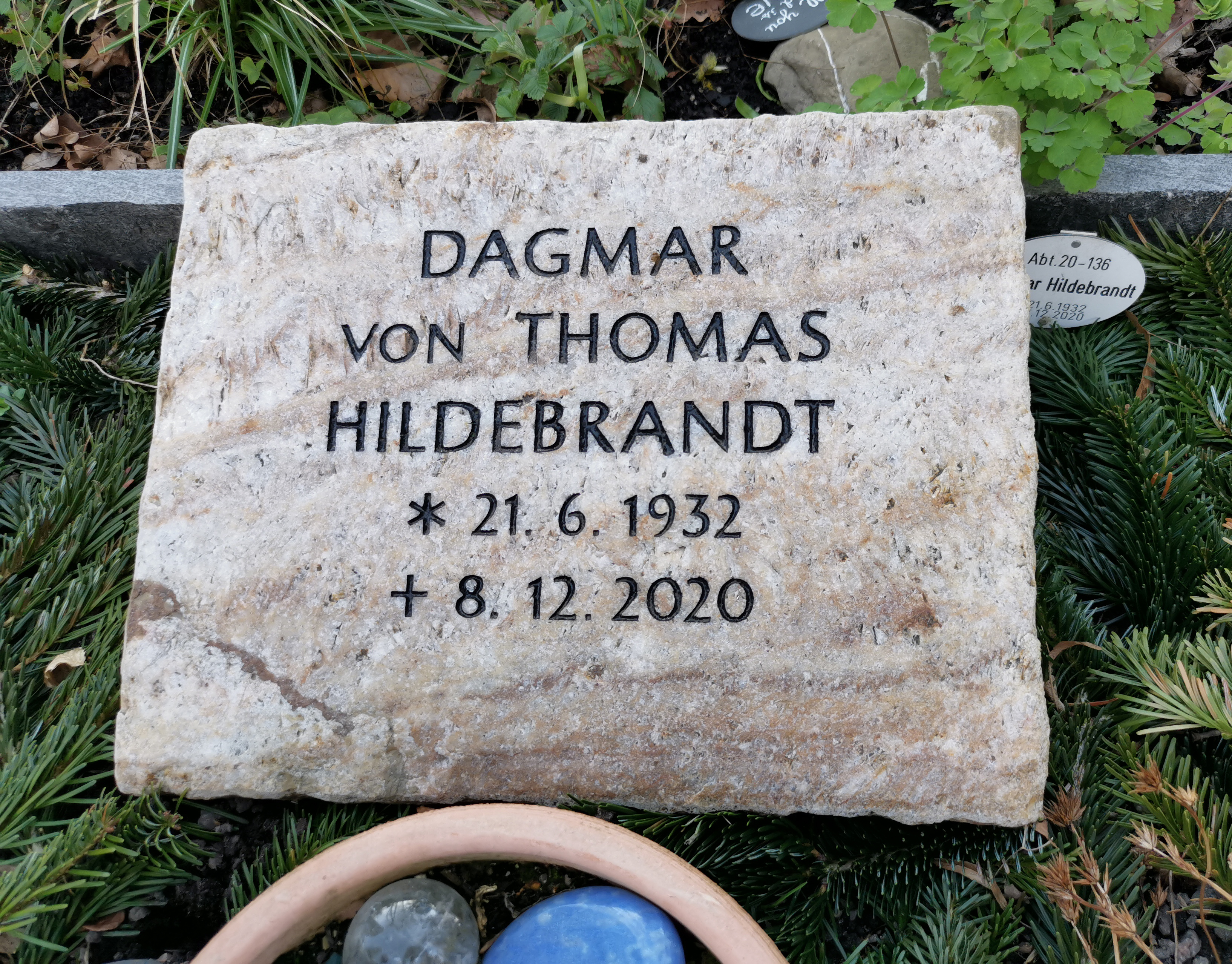
Grab auf dem Friedhof Schöneberg III

Dagmar von Thomas studierte am Max Reinhardt Seminar in Wien. 1958 debütierte sie am Linzer Landestheater in der Rolle der Prinzessin von Eboli im Don Karlos von Friedrich von Schiller. Es folgten Engagements in Baden-Baden, Kassel und Kiel. 1965 wurde sie von Boleslaw Barlog an die Staatlichen Schauspielbühnen in Berlin engagiert, denen sie bis zu ihrer Schließung im Jahr 1993 angehörte. Sie übernahm auch verschiedene Rollen in Film- und Fernsehproduktionen, unter anderem in Bernhard Wickis Spielfilm Das Spinnennetz aus dem Jahr 1989 – neben Ulrich Mühe, Klaus Maria Brandauer und Armin Mueller-Stahl. Ihre markante Stimme ist auch in mehreren Hörspiel- und Hörbuchproduktionen vertreten. In den Hörspielen agierte sie ganz überwiegend in Haupt- und größeren Nebenrollen.
In Berlin stand Dagmar von Thomas zuletzt im Renaissance-Theater auf der Bühne. Sie starb im Dezember 2020 nach längerer Krankheit. Ihre letzte Ruhe fand sie auf dem Friedhof Schöneberg III in der Stubenrauchstraße in Berlin-Friedenau (Abteilung 20 Nr. 136).

## Filme und Fernsehfilme (Auswahl)
- 1979 Die Schulmädchen vom Treffpunkt Zoo (Petras Mutter)
- 1989 Das Spinnennetz (Frau von Schlieffen)
- 1994 Wiederkehr
- 2010 Lotta & die alten Eisen (Frau Siefert)
- 2012 Lotta & die großen Erwartungen (Frau Siefert)

## Hörspiele (Auswahl)
- 1960: Gerald Savory: Ein Monat voller Sonntage (Jenny Sylvester) – Bearbeitung und Regie: Peter Arthur Stiller (Hörspielbearbeitung – SR)
- 1961: Stefan Zweig: Ungeduld des Herzens (Ilona) – Bearbeitung und Regie: Gert Westphal (Hörspielbearbeitung – SWF/WDR/ORF/SR DRS)
- 1968: Eva Mieke: Eine Flucht (Mutter Ivos) – Regie und Sprecher: Gert Westphal (Hörspiel – RIAS)
- 1969: Hedwig Rohde: Ohne erkennbare Gründe (Vera Rahl, Journalistin) – Regie: Jörg Jannings (Original-Hörspiel – RIAS)
- 1969: Irena Vrkljan: Briefe für eine Landkarte (Maria) – Regie: Gert Westphal (Hörspiel – RIAS)
- 1971: Arthur Schnitzler: Der Weg ins Freie (2 Teile) (Else Ehrenberg) – Regie: Willy Trenk-Trebitsch (Hörspielbearbeitung – RIAS/HR)
- 1972: Hanspeter Schmidt: Happy End (Gudrun) – Regie: Rolf von Goth (Hörspiel – SFB)
- 1975: Michael Koser: Von rechts nach links. Super Tarzan Special Agent Love Story Space Captain Lonesome Gun. Ein utopisches Hörspiel – Regie: Jörg Jannings (Originalhörspiel, Science-Fiction-Hörspiel – RIAS)
- 1975: János Gosztonyi: Tunnel der Angst  (Königin Isabella) – Regie: Wolfgang Wölfer (Hörspiel – SFB)
- 1978: Hans Kasper: Letzte Tage in Malmaison – Regie: Horst Loebe (Hörspiel – SFB/WDR)
- 1981: Gert Loschütz: Die Bedrohung (Wirtin) – Komposition und Regie: Walter Adler (Hörspiel – WDR/SWF)
- 1982: Dagmar Trauner: The hitch-hiker's horror stories (Mutter) – Regie: Hanns Zischler (Hörspiel – SFB)
- 1985: Iván Mándy: Abschied (Frau Fleiner) – Regie: Manfred Marchfelder (Hörspiel – SDR)
- 1988: Barbara Frischmuth: Tingeltangel oder Bin ich noch am Leben? (Mira) – Regie: Manfred Marchfelder (Hörspiel – SDR/ORF)
- 1999: Attila Béres: Glück (Frau) – Regie: Johanna Elbauer (Originalhörspiel, Kurzhörspiel – Deutschlandradio)
- 2001: Magdalen Nabb: Tod im Herbst (Hannah Kiefer Vogel) – Bearbeitung und Regie: Christoph Dietrich (Hörspielbearbeitung, Kriminalhörspiel – Deutschlandradio)
- 2002: Dorothy L. Sayers: Krimi-Sommer mit Lord Peter. Achtteilige Hörspielreihe (Erzählerin) – Regie: Klaus Zippel (Hörspielbearbeitung, Kriminalhörspiel)
  - 1: Der Mann ohne Gesicht (MDR/SFB/ORB)
  - 2: Der Zank um den Knochen (MDR/SFB/ORB)
  - 3: Die Weinprobe (MDR/SFB/ORB)
  - 4: Die geheimnisvolle Entführung (MDR/SWR/SFB/ORB)
  - 5: Das Bild im Spiegel (MDR/SFB/ORB)
  - 6: In Ali Babas Höhle (MDR/SWR/SFB/ORB)
  - 7: Das Spukhaus in Merrimans End (MDR/SWR/SFB/ORB)
  - 8: Der Pfirsichdieb (MDR/SFB/ORB)
- 2010: Christine Demaitre: Bekenntnisse eines Hilton Doubles (Zsa Zsa Gabor) – Regie: Elisabeth Putz (Originalhörspiel – Deutschlandradio)
- 2011: Eberhard Petschinka, Emile Désastre: Luis Footage – Regie: Eberhard Petschinka und Emile Désastre (Originalhörspiel – WDR)

## Auszeichnung
- 1970 Berliner Staatsschauspielerin